# Westmoreland (region Jamajki)
Westmoreland – jeden z 14 regionów Jamajki. Znajduje się na południowo-zachodnim krańcu wyspy.